# Tarierweste

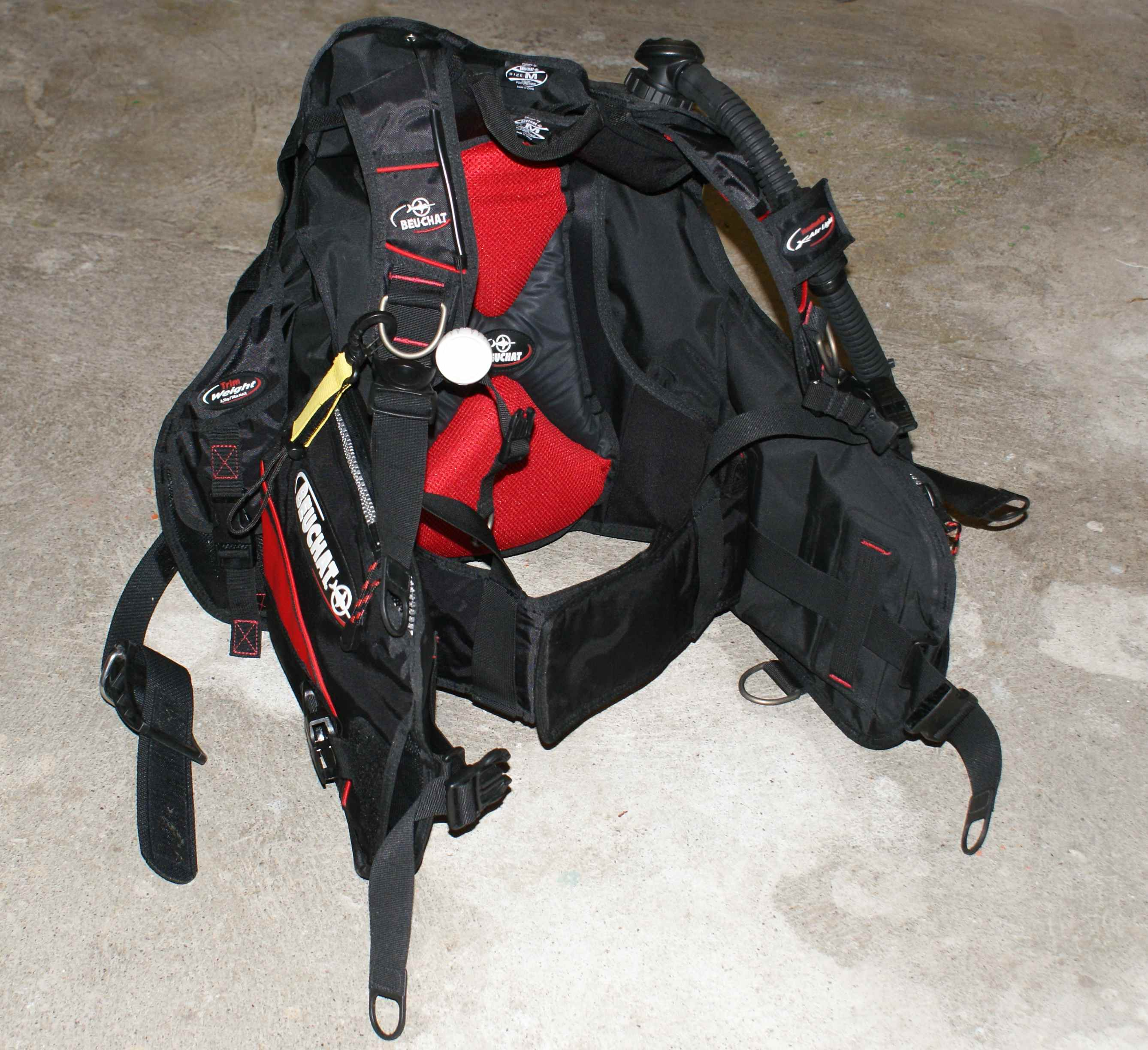
Tarierweste

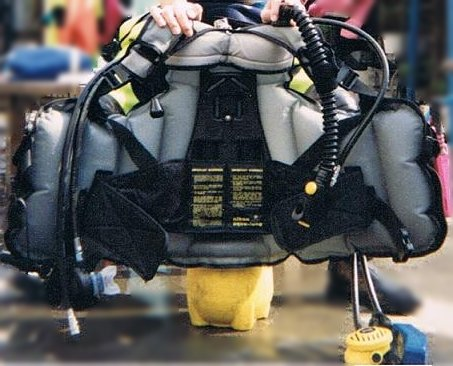
Tarierweste

Die Tarierweste, auch als Jacket oder BC (Buoyancy Compensator) oder BCD (Buoyancy Control Device) bezeichnet, ist ein Teil der Tauchausrüstung. Mit ihrer Hilfe, durch Einblasen oder Ablassen von Luft, kann der Taucher in jeder Tiefe seinen Auftrieb regulieren und austarieren. Außerdem dient die Tarierweste als Tragegestell für die Druckluftflasche. An der Wasseroberfläche hilft die aufgeblasene Tarierweste dem Taucher, über Wasser zu bleiben, allerdings sind Tarierwesten mehrheitlich keine Rettungswesten, die auch verletzte oder ohnmächtige Personen zuverlässig vor dem Ertrinken bewahren. Die Tarierweste stellt den Nachfolger des Tarierkragens dar (ugs. auch „Klodeckel“ genannt), der, im Unterschied zur Weste, um den Hals getragen wurde und weder eine Tragschale für die Druckluftflaschen, noch Taschen für Blei etc. hatte.

## Aufbau der Tarierweste
Eine Tarierweste besteht aus verschiedenen Baugruppen: Der Auftriebskörper übernimmt die Hauptfunktion, die Tarierung des Tauchers, um diesen auf der gewünschten Tiefe zu halten oder damit er sinken und steigen kann. Die Begurtung dient der Befestigung und Anpassung des Jackets am Körper des Tauchers. Ferner ist das Jacket die Trageeinheit: An der Rückentrage des Jackets ist das Atemsystem, bestehend aus Atemregler und Tauchflasche befestigt.

### Auftriebskörper
Der Auftriebskörper einer Tarierweste ist zweilagig aufgebaut: Das Äußere besteht in der Regel aus stabilem Nylongewebe (Cordura), im Inneren befindet sich eine Luftblase. Diese kann befüllt und entleert werden, je nach Bauart der Tarierweste weist sie ein Volumen von 15 bis 45 Litern auf. Die Bezeichnung „Weste“ beschreibt die Bauform dieses Ausrüstungsteils am besten: Angezogen wie eine ärmellose Weste umschließt sie den Oberkörper des Tauchers und wird im Frontbereich des Tauchers geschlossen.
Bestimmte Bauformen wie das ADV-Jacket oder das Hybrid-Jacket haben nicht nur im Rückenbereich eine Blase, wie dies beim Wing-Jacket der Fall ist, sondern weisen seitliche Partien auf, die als Teil des Auftriebskörpers ebenso mit Luft befüllt werden. In diesen sind häufig Jackettaschen integriert, die mit Klettverschluss oder Reißverschluss verschlossen werden. Im Schulterbereich, an den Seitenteilen und auch am unteren Rand der Tarierweste befinden sich – abhängig von der Ausstattung des jeweiligen Jackets – meist D-Ringe; dies sind größere und kleinere Ösen in Form des Buchstabens D aus Metall oder Kunststoff zur Befestigung von Ausrüstungsteilen wie Tauchlampe, Unterwasserkamera, Oktopus und vielem mehr.

### Begurtung
Alle Jackets werden im Bauchbereich am Körper des Tauchers fixiert, diese Hüft- bzw. Bauchbegurtung erfolgt häufig zweifach: Zwei breite, meist flexible Textillaschen, Kummerbund genannt, führen dicht am Bauch entlang und werden mittels Velcro verbunden. Zudem sichert ein verstellbarer Gurt mit Quick Release Buckle die Verbindung. Manche Jacketmodelle verzichten, meist aus Gewichtsgründen, auf die Fixierung mittels ‘Kummerbund’, was jedoch keinen Sicherheits-, maximal einen Komfortnachteil mit sich bringt. Im Brustbereich werden bei manchen Modellen zusätzlich verstellbare Brustgurte montiert, um die Tarierweste im oberen Bereich zusammenzuhalten. Von der Schulter zu den Seitenteilen führen verstellbare Schultergurte, mit denen die Tarierweste an die Größe des Tauchers angepasst wird. Bei manchen Modellen, insbesondere aber bei Bauformen wie den Wing-Jackets oder Tec-Jackets findet sich noch ein Schrittgurt, der am unteren Rückenbereich befestigt ist und nach vorne führt, wo er mit dem Hüftgurt verbunden wird. Damit wird ein Verrutschen der Ausrüstung in Kopfüber-Tauchlage verhindert.

### Rückenschale, Rückentrage
Den Rückenteil der Tarierweste bildet die Trageschale. Diese ist entweder starr aus Kunststoff oder Metall, bei besonders leichten Jackets, wie Reisejackets, relativ flexibel aus gepolstertem Gewebe gefertigt. Mit einem Flaschentragegurt, einer besondere Form eines Spannriemens wird die Tauchflasche an der Rückentrage und damit am Jacket befestigt. Manche Modelle verfügen auch über zwei dieser Flaschentragegurte. Häufig ist die Auflagefläche der Flasche zum Taucher hin gepolstert, um das Tragen des schweren Geräts etwas bequemer zu machen.

### Faltenschlauch/Einlassventil/Inflator-System
An der linken Schulter ist bei den herkömmlichen Systemen der Inflatorschlauch mit der Luftblase verbunden. Es handelt sich dabei um einen Faltenschlauch, an dessen äußerem Ende sich ein Anschluss für den von der ersten Stufe des Atemreglers kommenden Mitteldruckschlauch befindet, ferner ein Einlassventil, mit dem die Luftzufuhr aus dem Atemregler in die Tarierweste gesteuert wird, ein Ablassventil zum Entlüften der Tarierweste und ein Mundstück zum Aufblasen der Tarierweste mit dem Mund. Der Faltenschlauch ermöglicht es dem Taucher, das Ablassventil beim Entlüften der Tarierweste über sich zu halten, damit die stets nach oben steigende Luft ungehindert entweichen kann.

### Ablassventile
Wie erwähnt steigt Luft stets nach oben. Daher ermöglicht immer das höchstgelegene Ablassventil den Luftablass und die Lage des Tauchers unter Wasser muss dieser physikalischen Gesetzmäßigkeit entsprechen. Aus diesem Grund befinden sich an Jackets mehrere Ablassventile: Bei einigen Tarierwesten ist im Faltenschlauch ein Schnellablass integriert. Durch Ziehen am Inflatorschlauch wird über ein Zugseil das Ablassventil an der linken Schulter betätigt, was das Entlüften der Tarierweste ermöglicht. An der unteren Rückenseite der Tarierweste befindet sich ein weiteres Ablassventil, das die Entlüftung bei Tauchlagen mit dem Kopf nach unten ermöglicht. Ein drittes Ablassventil sitzt an der rechten Schulter und wird wie das Rückenventil meist direkt betätigt. Diese Ventile fungieren gleichzeitig als Überdruckventile, so dass die Luftblase keinen Schaden nehmen kann, sollte zu viel Luft eingelassen werden. Dies kann durch menschliches Versagen erfolgen, aber auch wenn die Befülleinheit, der Inflator, defekt ist und die Luftzufuhr nicht unterbricht.

### Einlassventil/Indeflator-System
Bei einigen neu entwickelten Tarierwesten entfällt der Faltenschlauch und wird durch integrierte Ein- und Auslassventile ersetzt. Dieses System wird auch als Indeflator-System bezeichnet, wobei diese Bezeichnung noch nicht standardisiert ist. Drei Formen der integrierten Ansteuerung der Ventile finden sich derzeit am Markt: Mechanisch über Gestänge, hydraulisch über ölbefüllte Schlauchverbindungen und pneumatisch mittels Druckluft.
Hauptargument für diese inflatorlose Ventilsteuerung ist, dass der störende, hängende Faltenschlauch entfällt und die Bedieneinheit immer an der gleichen Stelle auffindbar ist – im Gegensatz zum baumelnden Inflatorschlauch. Die Entlüftung des Auftriebskörpers ist in nahezu jeder Tauchlage möglich, ein Aufrichten des Tauchers ist nicht erforderlich, wie es beispielsweise zur Entlüftung via Inflatorschlauch nötig ist.
Hauptargument gegen diese integrierte Ventilsteuerung ist, dass die Inflatoreinheit nicht mehr wie beim Faltenschlauch zum Mund geführt werden kann, um damit bei Druckverlust der Tauchflasche das Jacket manuell zu befüllen. Für diesen Notfall verfügen Indeflatorsysteme jedoch über einen kleinen Schlauch zur Luftfüllung mit dem Mund. Die Praxistauglichkeit ist gegenüber dem Faltenschlauch jedoch deutlich eingeschränkt. Dagegen spricht auch, dass die Bedienung des Faltenschlauches ein standardisiertes Lernprozedere in der Tauchausbildung darstellt und einem helfenden Tauchpartner im Notfall mit hoher Wahrscheinlichkeit geläufig ist. Die Bedienung des Indeflators hingegen sollte vor dem Tauchgang sinnvollerweise explizit abgesprochen sein.

## Faltenschläuche generell
Faltenschläuche werden im Tauchbereich wie oben beschrieben an Tariereinheiten verwendet. Aber auch an früher gebräuchlichen Zweischlauchautomaten setzte man Faltenschläuche ein. Beim Transport sollte ein Faltenschlauch, obwohl flexibel, nicht zu stark belastet oder geknickt werden.

## Bauarten
Man unterscheidet vier Bauarten:

### ADV-Jacket
Die am weitesten verbreitete Form des Tarier-Jackets ist die Adjustable Divers Vest (ADV; ‚verstellbare Tauchweste‘). ADV-Jackets verfügen am Rücken über eine stabile, meist aus Kunststoff gefertigte Rückentrage, an der die Flasche mit Hilfe von einem oder mehreren Gurten befestigt wird. Der Großteil der Auftriebsblase befindet sich unter den Armen im Hüftbereich des Tauchers, ein geringer Teil rund um die Rückentrage im Rückenteil des Jackets bis hoch an die Schultern. Es gibt von dieser Art Jacket sehr viele Modelle, die sich in ihrer Ausstattung zum Teil erheblich unterscheiden. ADV-Jackets sind einfach individuell einstellbar; der Auftrieb ist geringer als bei Stabilizer-Jackets.

### Wing-Jacket
Wings (engl. ‚Flügel‘) haben ausschließlich einen Auftriebskörper am Rücken, wodurch das Tauchen in waagerechter Haltung erleichtert wird. An der Oberfläche kann sich das nachteilig auswirken, da das Gesicht des Tauchers (in Bauchlage) ins Wasser gedrückt wird. Aufgrund der zumeist großen Luftblase, dem damit gegenüber anderen Bauweisen meist überlegenen Auftrieb, sowie des an der Vorderseite sowie den Seiten freien Oberkörpers werden Wings oftmals von Tauchern bevorzugt, die viel Gerät mit sich führen, z. B. Tec-Tauchern. Von „Wing-Jacket“ im engeren Sinne spricht man jedoch nur, wenn Auftriebsblase, Rückenplatte und Bebänderung zu einer monolithischen Einheit verbunden sind.

### Hybrid-Jacket
Hybrid-Jackets vereinigen die Vorteile beider vorheriger Bauarten. Sie bieten ein größeres Volumen als das ADV Jacket, können aber in der Regel nicht den überlegenen Auftrieb des Wingjackets erreichen. Die Schwimmlage unter Wasser ist ähnlich stabil und optimal wie beim Wing, ohne jedoch auf den Komfort eines ADV-Jackets zu verzichten (insbesondere an der Oberfläche). Hybrid-Jackets sind tendenziell insgesamt etwas größer und schwerer und daher nicht unbedingt optimal für das kleine Reisegepäck geeignet – allerdings versucht die Tauchsportindustrie auch hier Lösungen anzubieten.

### Stabilizer-Jacket
Stabilizer-Jackets haben an den Schultern durchgehende Tarierschläuche und verhalten sich beim Tauchen ähnlich wie ADV-Jackets. Einige Modelle dieses Typs sollen „ohnmachtsicher“ sein und dementsprechend bestimmte Sicherheitsanforderungen erfüllen. Im Bereich des Sport- und Freizeittauchens sind Stabilizer-Jackets jedoch nur noch selten anzutreffen, da ihre Nachteile (unter anderem voluminös, teils aufwändigere Bebänderung und eingeschränkte Bewegungsfreiheit) meist überwiegen. Ein weiterer großer Nachteil dieses Jacket-Typs ist das sehr umständliche An- und Ausziehen. Man muss sich regelrecht verbiegen können, um in das Jacket zu kommen, da man die Gurte nicht komplett öffnen kann. Außerdem ist der verfügbare Größenbereich sehr eng gesteckt. Es muss beim Kauf nahezu 100-prozentig passen; und bei einer größeren Gewichtszunahme, z. B. nach einer Schwangerschaft, muss das Jacket dann oft ausgemustert werden.

### Allgemeines
Die Jackets können auch bereits integrierte Bleitaschen haben, die anstelle des Bleigurts den Ballast aufnehmen. Dadurch lässt sich die Belastung der Wirbelsäule reduzieren. Grundsätzlich sind Bleitaschen heute so konstruiert, dass sie sich in einem Notfall schnell abwerfen lassen.
Ein Jacket sollte stets die passende Größe für den jeweiligen Nutzer haben. Ein zu großes Jacket sitzt schlecht, sodass die Flasche nicht fest am Körper anliegt und der Taucher in Schräglage kommen kann. Bei einem zu kleinen Jacket sitzen die Bleitaschen nicht optimal und es geht in der Regel Auftriebsvolumen verloren. Im Zweifel, wie wenn der Nutzer von den Körpermaßen her zwischen zwei Größen liegt, sollte das kleinere Jacket gewählt werden, da die Nachteile nicht so schwer wiegen wie die des zu großen.
Darüber hinaus existieren spezielle Jackets mit zwei unabhängigen Luftkammern, die insbesondere für anspruchsvollere Tauchgänge eine zusätzliche Sicherheit bieten sollen. In der Praxis verlassen sich die meisten Taucher jedoch auf einen Trockentauchanzug, der bis zu einem gewissen Grad auch die Tarierfunktion der Luftkammer übernehmen kann.